# 黄雪琴、王建兵被捕事件
黄雪琴、王建兵被捕事件，或称黄雪琴、王建兵被捕案或雪饼被捕案，是指2021年9月19日下午起，女权记者黄雪琴、职业病权益倡导者王建兵失联，其后，11月5日，二人被证实遭广州市公安局以涉嫌“煽动颠覆国家政权罪”抓捕，并被以“指定居所监视居住”（RSDL)对待。事发时，黄雪琴原计划于第二天（9月20日）经深圳前往香港机场，飞赴英国萨塞克斯大学留学，而王建兵则原计划于当天给其送行。黄雪琴和王建兵为朋友关系，两人曾分别以独立记者、公益人士的身份投身于多个社会公共议题的倡导，被捕的原因则据信与在王建兵家中的朋友聚会有关。

## 背景

### 黃雪琴
1988年生，广东韶关人。被捕时为独立记者，过去曾任《新快报》及《南都周刊》的调查记者，她关注性别、平权、官员贪污、企业污染、弱势群体等议题，也参与多起#MeToo案件的报道和为性侵害性骚扰受害人提供帮助和支持。黄雪琴本计划于2019年赴香港大学就读法学硕士，但后因发表香港“反送中”运动相关文章，于2019年10月17日被广州警方以“寻衅滋事罪”刑事拘留，后改指定居所监视居住至2020年1月17日取保获释。2021年秋，黄雪琴获得英国志奋领奖学金支持，原计划于9月20日前往萨塞克斯大学（University of Sussex）就读性别与发展学硕士。

### 王建兵（煎饼）
1983年生，甘肃天水人。被捕时为独立公益人，长期从事公益事业。2005年大学毕业后，加入北京西部阳光农村发展基金从事农村发展工作，开启长期关注青少年教育及成长的公益职业生涯。曾担任西部阳光基金会农村教育项目主管5年。2014年加入广州恭明社会组织发展中心，作为青少年成长项目和残障社群赋能项目主管及统筹，支持和发起相关社区项目工作。2018年起开始关注职业病工人的权益倡导和服务性工作，提供必要的法律支持和社区支持。王建兵也是中国#MeToo运动中重要的支持者。

## 被捕原因
黄雪琴与王建兵被抓的直接原因为日常在王建兵家中的朋友聚会。警方在抓捕二人后，曾在2021年9月19日至25日多次对聚会参与者进行骚扰和持续传唤，并要求他们指认在王建兵家的聚会中涉及时政相关的内容。 据去过王建兵家中聚会的朋友，因建兵生性喜喝茶，长期以来都会邀请朋友去家中喝茶聊天，聚会多聚焦分享生活日常、社群陪伴及抑郁社群支持和公益/慈善/艺术交流，极少涉及时政相关讨论。

## 事件时间线
- 2021年9月19日下午3点前后，广州警方于王建兵住处将王建兵和即将出国留学的黄雪琴一同抓走，并查抄了两人的私人财物。
- 2021年10月4日，王建兵家属向广州市海珠区新港派出所、海珠区公安分局等四个部门进行信访、投诉，要求警方书面通知家属关于王建兵涉嫌罪名及被采取强制措施的具体情况，均遭到中国警方拒绝。同时，警方要求家属对事件保持沉默。[12]
- 2021年11月5日，王建兵家属收到了广州市公安局发出的“逮捕通知书”，编号为“穗公捕通字[2021]X2”，通知书显示王建兵已于10月27日被广州市公安局以涉嫌“煽动颠覆国家政权”的名义被执行逮捕，现拘留于广州市第一看守所。此前10月底，黄雪琴家属亦收到其逮捕通知书，编号应为相似的“穗公捕通字[2021]X1”。律师表示，“将再次申请会见”。[13]
- 2021年11月19日，家属和亲友多次尝试通过“粤省事”系统给两人所在看守所汇款，输入姓名和身份证后，均提示“审核不通过”。因此即便逮捕通知书显示二人现拘于广州市第一看守所，汇款失败说明：两人真实关押地点、健康状况均无法得知、也无从确认。[14]
- 2021年12月8日，英国Chevening志奋领奖学金校友社群发起全球联署，声援2021年志奋领奖学金得主黄雪琴与她的同伴王建兵[15]。
- 2023年9月22日，黄雪琴、王建兵被控煽动颠覆国家政权案在广州市中级人民法院闭门审理[16]。
- 2024年6月14日，廣州市中級人民法院判處黄雪琴5年有期徒刑、王建兵3年6個月有期徒刑。黃雪琴表示將上訴、王建兵則尚待與律師商量[17]。后，王建兵则对判决的部分内容提起上诉[18]。

## 声援行动

### 英国Chevening志奋领奖学金校友社群联署
2021年12月8日，英国Chevening志奋领奖学金校友社群发起全球联署，声援2021年志奋领奖学金得主黄雪琴与她的同伴王建兵。该联署征集到超过30个国家的112位往届志奋领奖学金获得者的签名支持，诉求英国外交部与其旗下志奋领奖学金，公开表态支持失联的中国女权记者黄雪琴与职业病权益倡导者王建兵，并开启针对本案不限层级的对中人权对话。

### 民主人士和异议人士

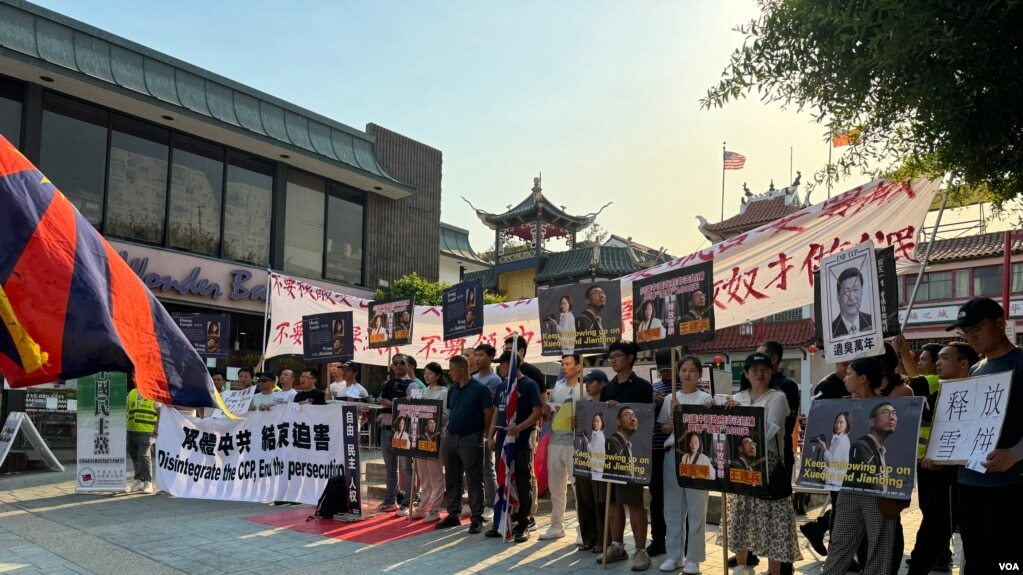
2024年6月16日，加州洛杉矶的民主人士和异议人士在华人聚集地“唐人街”集会，抗议中国政府抓捕和关押独立记者黄雪琴和劳工权利活动人士王建兵

2024年6月16日，位于加州洛杉矶的民主人士和异议人士在华人聚集地“唐人街”集会，抗议中国政府抓捕和关押独立记者黄雪琴和劳工权利活动人士王建兵。抗议人士手举“解体中共，结束迫害”横幅，高喊释放黄雪琴”、“释放王建兵”、“释放雪饼”、“大洋彼岸我们想念你”等口号，并在唐人街举行了游行，要求“习近平下台”、“审判习近平”、“共产党滚出唐人街”并对习近平照片进行了泼墨。

## 媒体报道和社会倡议争议
因雪饼案一审判决后，大多数关于“雪饼案”的媒体报道和机构声明主要集中在女权行动者黄雪琴身上，而同案的劳工行动者王建兵，仅仅被简单提及或是被完全忽略。对于这一不均衡的报道，“释放雪饼”关注组 （页面存档备份，存于）表示感到遗憾。“释放雪饼”关注组呼吁媒体和民间团体可以平衡报道黄雪琴和王建兵，因两人都受到了同等不公和严厉的惩罚，且两人在重建广州的公民社会中都共同发挥了至关重要的作用，理应获得同样的尊重和平衡报道。
此外，亦有学者和行动者的研究指出，在雪饼案中，经分析20篇主要的外文原创报道，“没有一家媒体在标题及题图同时提及黄雪琴和王建兵，尽管两人在本案中是共同被告。深入分析报道内容显示，全部媒体均倾向女权行动者黄雪琴的报道，其中有近12篇没有提及除王建兵刑期资讯以外的任何内容——王建兵的名字只是被“顺带”提及；而在覆盖两人的报道中，雪琴相关内容所占篇幅也远多于建兵（平均三倍以上）。” 媒体的关注重点也大量聚焦在雪琴本人推进中国#MeToo运动的经历上，而非两人真正被起诉和控罪的重要因素——言论自由和组织聚会等，其中甚至有4家外文媒体对此完全没有提及，而多数媒体也仅是一笔带过，没有展开论述。对雪饼案报道的失衡令人沮丧而有失尊重，因为其呈现了对中国行动者的社会反抗和贡献的简单化。
同时，民间社群针对此案的社会倡导同样存在倡导失衡的现象。一些海外声援活动仅关注黄雪琴在#MeToo运动中的参与，而忽略了劳工行动者王建兵作为同案人的存在。这一以性别身份为主导的政治动员，无形当中既简单化了雪饼案的本质，同时亦令案件中的其他交叉性被忽视。评论者认为，当声援倡议选择优先考虑某些身份而非其他身份时，如果未审视交叉性背后共同的结构性不公，或会在无形中继续边缘化其他身份、个体以及议题，不利于声援行动的团结。声援团结应当是对共同压迫结构的回击，尽管可以有不同的侧重点，但不应当有议题上的认知争夺和议程竞争。不同议题倡导本身并非一定互斥。善于借用事件推行自身议程，当然是社会倡导者推动社会改变的重要工具，但我们必须避免边缘化或忽视其他群体/议题，乃至幕后工作。

## 各界反应

### 当事人家属
2021年9月30日，王建兵的家属被广州警方约谈半小时，仅被告知“王建兵是被广州市公安局抓捕的”，但警察拒绝提供家属任何通知书，亦要求家属对事件保持沉默。10月下旬，王建兵家属随律师再赴广州，家属被拒绝进入王建兵此前住处，警方也再次约谈家属，不得对外传播案件信息。11月，王建兵与黄雪琴的家属和亲友多次尝试通过“粤省事”系统给两人所在看守所汇款，输入姓名和身份证后后，均提示“审核不通过”，即便逮捕通知书显示二人现拘于广州市第一看守所。 11月21日，王建兵家属透过Twitter公开发声，表示不相信王建兵做出任何违反国家法律法规的事情，对于王建兵下落不明感到焦急，希望广州市公安局同意律师会见。

### 萨塞克斯大学校方
2021年9月22日，录取黄雪琴的萨塞克斯大学校方发言人曾表示：“我们对我们的学生的安全和下落感到担忧。我们的工作人员正在与Chevening联系，以寻求进一步的细节。”

### 英国政府与志奋领奖学金
2021年12月8日，英国Chevening志奋领奖学金校友社群发起全球联署，声援2021年志奋领奖学金得主黄雪琴与她的同伴王建兵。该联署征集到超过30个国家的112位往届志奋领奖学金获得者的签名支持，诉求英国外交部与其旗下志奋领奖学金，公开表态支持失联的中国女权记者黄雪琴与职业病权益倡导者王建兵，并开启针对本案不限层级的对中人权对话。目前，英国外交部尚未对该联署做出回应。

### 欧洲联盟
2021年12月11日，欧洲联盟驻华代表团就国际人权日发表声明，特别批评中国对记者和媒体工作者的审查、监控与恐吓，并呼吁中国释放张展、黄雪琴、方斌等新闻工作者。

### 美国国务院
2024年6月17日，美国国务院发言人马修·米勒发表声明，表示“敦促中华人民共和国立即释放黄(雪琴)和王(建兵)以及其他因为履行自己的基本自由而被不公正拘押的人士。”，“继续呼吁中华人民共和国信守其国际承诺并尊重所有人的人权，包括表达自由和公平审判的保证。”

### 国际组织与人权机构

#### 國際特赦組織
2021年11月9日，国际特赦组织的中国活动家Gwen Lee说：“中国政府对人权的蔑视再次暴露在对两名活动者的无理指控中，他们唯一的所谓罪行是和平地倡导他人的权利。黄雪琴和王建兵都没有犯下任何国际公认的罪行。他们必须被立即释放”。

#### 无国界记者
2021年10月1日，无国界记者组织呼吁中国立即释放记者黄雪琴。无国界记者组织东亚分社社长塞德里克-阿尔维尼（Cédric Alviani）认为：“黄雪琴是一位杰出的记者，她只是通过调查社会问题为中国公众利益服务，怀疑她犯有颠覆罪是令人愤慨的”，他呼吁立即释放黄雪琴和所有其他在中国被拘留的记者和新闻自由卫士。

#### 國際記者聯盟
2021年9月24日，国际记者联盟表示：“黄雪琴的失踪令人担忧，因为中国政府越来越多地利用拘留来压制政治异议。”

#### 中国人权捍卫者
2021年9月21日，“一名记者和一名活动人士在南方省会广州失踪了两天。他们的同事和朋友担心当地警方已将他们关押起来。” 中国人权捍卫者敦促中国当局调查他们的下落，如果他们被官方拘留，请立即无条件释放他们。

#### 女性新闻工作者联盟
2021年9月28日，女性新闻工作者联盟对黄雪琴的失踪感到不安。该组织要求中国当局立即告知她的下落，或对此事展开调查。CFWIJ认为：“中国当局必须充分处理和告知公众黄雪琴的情况。我们声援这位记者，并希望她能安全返回”。